# Punktefahren bei den Commonwealth Games
Seit 1934 (II. British Empire Games in London) wurden Wettbewerbe im Radsport im Rahmen der Commonwealth Games (früher British Empire Games) für Radrennfahrer aus den Ländern der Commonwealth of Nations veranstaltet. Das Punktefahren bei den Commonwealth Games gehört seit 1990 zu den im Bahnradsport ausgetragenen Disziplinen.

## Palmarès
- 1990  Robert Burns
- 1994  Brett Aitken
- 1998  Glen Thomson
- 2002  Greg Henderson
- 2006  Sean Finning
- 2010  Cameron Meyer
- 2014  Thomas Scully
- 2018  Mark Stewart
- 2022  Aaron Gate
- 2026